# 无线电波发射类别表示方法
世界无线电行政会议（WARC）于1979年在瑞士日内瓦召开会议，制定了无线电波发射类别的表示方法，并于1982年1月1日正式开始实施。

## 表示方法

### 无线电波发射类别的表示方法
通常由三位符号组成，首个符号为调制方式，第二个符号为信号性质，第三个符号为信息类型。
| 第一个符号 | 第一个符号 | 第一个符号 | 第一个符号 |                                                                            | 第二个符号 | 第二个符号                     |      | 第三个符号 | 第三个符号 |
| 主载波的调制方式                                                                                               | 主载波的调制方式                                                                                               | 主载波的调制方式                                                                                               | 符号       | 调制主载波的信号性质                                                       | 符号       | 拟发送信息的类型               | 符号 |            |            |
| 非调制载波 | 非调制载波 | 非调制载波 | N          | 无调制信号                                                                 | 0          | 无信息发送                     | N    |            |            |
| 调幅主载波 | 双边带 | 双边带 | A          | 不用副载波调制，但包含量化或数字信息的单个频道                             | 1          | 电报 - 用于人工收听接收        | A    |            |            |
| 调幅主载波 | 单边带 | 全载波 | H          | 不用副载波调制，但包含量化或数字信息的单个频道                             | 1          | 电报 - 用于人工收听接收        | A    |            |            |
| 调幅主载波 | 单边带 | 减幅载波或可变电平载波                                                                                         | R          | 不用副载波调制，但包含量化或数字信息的单个频道                             | 1          | 电报 - 用于人工收听接收        | A    |            |            |
| 调幅主载波 | 单边带 | 抑制载波 | J          | 不用副载波调制，但包含量化或数字信息的单个频道                             | 1          | 电报 - 用于自动接收            | B    |            |            |
| 调幅主载波 | 独立边带 | 独立边带 | B          | 采副载波调制，但包含量化或数字信息的单个频道                               | 2          | 电报 - 用于自动接收            | B    |            |            |
| 调幅主载波 | 残留边带 | 残留边带 | C          | 采副载波调制，但包含量化或数字信息的单个频道                               | 2          | 电报 - 用于自动接收            | B    |            |            |
| 调角主载波 | 调频 | 调频 | F          | 采副载波调制，但包含量化或数字信息的单个频道                               | 2          | 传真                           | C    |            |            |
| 调角主载波 | 调相 | 调相 | G          | 采副载波调制，但包含量化或数字信息的单个频道                               | 2          | 数据传输、遥测、遥令           | D    |            |            |
| 调幅或调角同时进行或按预定序列进行的主载波发射                                                                 | 调幅或调角同时进行或按预定序列进行的主载波发射                                                                 | 调幅或调角同时进行或按预定序列进行的主载波发射                                                                 | D          | 包含模拟信息的单个频道                                                     | 3          | 数据传输、遥测、遥令           | D    |            |            |
| 脉冲发射 | 未调制脉冲序列                                                                                                 | 未调制脉冲序列                                                                                                 | P          | 包含量化或数字信息的双频道或多频道                                         | 7          | 电话（包括声音广播）           | E    |            |            |
| 脉冲发射 | 脉冲序列 | 幅度调制 | K          | 包含量化或数字信息的双频道或多频道                                         | 7          | 电话（包括声音广播）           | E    |            |            |
| 脉冲发射 | 脉冲序列 | 宽度/时间调制                                                                                                  | L          | 包含量化或数字信息的双频道或多频道                                         | 7          | 电话（包括声音广播）           | E    |            |            |
| 脉冲发射 | 脉冲序列 | 位置/相位调制                                                                                                  | M          | 包含模拟信息的双频道或多频道                                               | 8          | 电视（视频）                   | F    |            |            |
| 脉冲发射 | 脉冲序列 | 在脉冲持续时间内主载波为角度调制                                                                               | Q          | 包含模拟信息的双频道或多频道                                               | 8          | 电视（视频）                   | F    |            |            |
| 脉冲发射 | 脉冲序列 | 上述方式的组合或通过其他手段产生                                                                               | V          | 包含模拟信息的双频道或多频道                                               | 8          | 电视（视频）                   | F    |            |            |
| 上述情况中未包括的发射，其主载波同时或按预定序列采用调幅、角度调制、脉冲调制中的两种或两种以上的组合方式被调制 | 上述情况中未包括的发射，其主载波同时或按预定序列采用调幅、角度调制、脉冲调制中的两种或两种以上的组合方式被调制 | 上述情况中未包括的发射，其主载波同时或按预定序列采用调幅、角度调制、脉冲调制中的两种或两种以上的组合方式被调制 | W          | 包含量化或数字信息的单频道或多频道与包含模拟信息的单频道或多频道的混合系统 | 9          | 上述各项的组合                 | W    |            |            |
| 上述各项未能包括在内的其他情况                                                                                 | 上述各项未能包括在内的其他情况                                                                                 | 上述各项未能包括在内的其他情况                                                                                 | X          | 上述各项未能包括在内的其他情况                                             | X          | 上述各项未能包括在内的其他情况 | X    |            |            |

### 发射类别的任选特性
以下两种符号作为任选特性，用于完整描述某种发射，使用时分别为第四个（信号的详细说明）和第五个（复用性质）符号。如不使用第四个或第五个符号，则应在对应位置标上一短划。
| 第四个符号                                                 | 第四个符号 |                          | 第五个符号 | 第五个符号 |
| 信号的详细说明                                             | 符号       | 复用性质                 | 符号       |            |
| 具有不同数目和/或不同持续时间码元的双态代码                | A          | 没有复用                 | N          |            |
| 没有纠错的具有相同数目和持续时间码元的双态代码             | B          | 没有复用                 | N          |            |
| 有纠错的具有相同数目和持续时间码元的双态代码               | C          | 码分复用                 | C          |            |
| 每个状态代表一个信号码元（一个或多个比特）的四态代码       | D          | 码分复用                 | C          |            |
| 每个状态代表一个信号码元（一个或多个比特）的多态代码       | E          | 码分复用                 | C          |            |
| 每个状态或状态的组合代表一个字符的多态代码                 | F          | 频分复用                 | F          |            |
| 广播音质的声音（单声道）                                   | G          | 频分复用                 | F          |            |
| 广播音质的声音（立体声或四声道立体声）                     | H          | 频分复用                 | F          |            |
| 商用音质的声音                                             | J          | 时分复用                 | T          |            |
| 利用频率倒置或频段分割法的商用音质的声音                   | K          | 时分复用                 | T          |            |
| 利用单独频率调制的信号来控制解调后信号电平的商用音质的声音 | L          | 时分复用                 | T          |            |
| 单色                                                       | M          | 频分复用与时分复用的组合 | W          |            |
| 彩色                                                       | N          | 频分复用与时分复用的组合 | W          |            |
| 上述的组合                                                 | W          | 其他复用方式             | X          |            |
| 上述各项未能包括的其他情况                                 | X          | 其他复用方式             | X          |            |

## 发射类型举例
- 调幅广播（长波、中波、短波）：A3E（单声道）、D8E（中波立体声）
- 调频广播：F3E（单声道）、F8E（立体声）
- 模拟电视广播：
  - 图像：C3F
  - 声音：F3E（单声道）、F8E（立体声）
- 数字电视广播：G7W（DVB-T、ISDB-T、DTMB）、C7W（ATSC）
- 无线电传真：J3C、F3C
- 授时台（电波钟）：A1B
- 业余无线电：
  - CW：A1A
  - SSB：J3E
  - FM：F3E
  - AM：A3E